# Дюрхольц
Дюрхольц (нем. Dürrholz) — община в Германии, в земле Рейнланд-Пфальц. 
Входит в состав района Нойвид. Подчиняется управлению Пудербах.  Население составляет 1300 человек (на 31 декабря 2010 года). Занимает площадь 6,90 км².
Коммуна подразделяется на 3 сельских округа.